# Благодійна Україна – 2019
Основна стаття: Національний конкурс «Благодійна Україна»
У Вікіпедії є статті про інші значення цього терміна: Переможці Національного конкурсу «Благодійна Україна»
«Благодійна Україна — 2019», також VIII національний конкурс «Благодійна Україна» Національний конкурс «Благодійна Україна» — щорічний всеукраїнський конкурс з відзначення найкращих благодійників і найбільш ефективних благодійних ініціатив в Україні. Заснований 2012 року Асоціацією благодійників України.
|  | Гасло конкурсу: "Подякуйте своєму благодійнику разом з усією країною"! |

VIII Національний конкурс «Благодійна Україна» було оголошено у жовтні 2018 року. Учасники подавали заявки на конкурс у 17 основних та 4 спеціальних номінаціях та 3 індивідуальні номінації. Збір конкурсних заявок тривав до 5 березня 2020 року. Загалом на конкурс надійшло 1132  заявки від благодійників з усіх куточків . Національна експертна рада та більше ніж 40 залучених зовнішніх експертів визначили найкращих благодійників в Україні. Цьогоріч учасники конкурсу подавали свої заявки в 24 номінації. Найбільша кількість заявок надійшла у колективну номінацію «Благодійність в соціальній сфері» – 142 заявки.
Згідно Положення  «Про Національний конкурс «Благодійна Україна», Асоціація благодійників України, як засновник конкурсу,  щорічно формує керівні органи конкурсу. Керівними органами є: Організаційний комітет, Наглядова рада, Національна експертна рада, Медіа-рада та Ділова рада.

## Регіональні етапи Національного конкурсу
Щороку, окрім національного конкурсу, проходять і регіональні його етапи. У цьому році було оголошено 11-ть регіональних конкурсів: 
- Благодійна Львівщина[6].
- Благодійна Херсонщина[7].
- Благодійна Хмельниччина[8].
- Благодійна Одещина[9].
- Благодійна Вінниччина[10].
- Благодійна Донеччина[11].
- Благодійна Буковина[12].
- Благодійна Миколаївщина[13].
- Благодійна Київщина[14].
- Благодійна Полтавщина[15].
- Благодійне Запоріжжя[16].

Найбільше заявок на регіональні конкурси надійшли з Київської області – 212, на другому місці Вінницька область – 116, на третьому місці Запоріжжя – 95 заявок.

## Нагородження переможців Національного конкурсу «Благодійна Україна-2019»
У зв’язку із рішенням Кабінету Міністрів щодо запровадження  на всій території України режиму надзвичайної ситуації та карантинних заходів з 12 березня 2020 року, заборони проведення масових оргкомітетом конкурсу було прийнято рішення перенести оголошення результатів конкурсу в онлайн режимі. 9 квітня 2020 року о 15:00 на сайті конкурсу були оголошені переможці у всіх 24-ох номінаціях через відео на Youtube.
Протягом тижня на офіційних сторінках у соціальних мережах публікувалися короткі відео про переможців у кожній із номінацій. Загальні відеозвернення та вітання переможців записали: Предстоятель Православної Церкви України, Блаженнійший Митрополит Київський і всієї України ЕПІФАНІЙ (Думенко), Верховний архієпископ Києво-Галицький, Предстоятель Української Греко-Католицької Церкви Блаженніший СВЯТОСЛАВ (Шевчук), ОЛЕКСАНДР МАКСИМЧУК – Президент Асоціації благодійників України, Голова Оргкомітету Національного конкурсу «Благодійна Україна», АНЖЕЛІКА РУДНИЦЬКА – голова Наглядової ради конкурсу «Благодійна Україна», волонтерка, співачка, громадська діячка, мисткиня, ОКСАНА ЛОБКО – історикиня, виконавча директорка Асоціації благодійників України, секретарка Оргкомітету конкурсу «Благодійна Україна», ГАЛИНА СИМХА – голова правління Асоціації Український бурштиновий світ, член АБУ.
Переможців у номінаціях вітали: у номінації «Благодійність великого бізнесу» переможців вітав ІВАН ЛЕНЬО – український музикант, акордеоніст, один із лідерів фольк-рок-гурту «KozakSystem»; у номінації «Благодійність середнього та малого бізнесу» переможців вітав АНДРІЙ ІОНОВ – директор громадської організації «Вектор», член Ділової ради конкурсу «Благодійна Україна», член Правління Асоціації благодійників України; у номінації «Корпоративна благодійність» переможців вітала АНЖЕЛА КУЗНЕЦОВА – ректорка Університету банківської справи, член Правління Асоціації благодійників України; у номінації «Меценат року» переможців вітала ОЛЬГА ВІЄРУ – директорка ДП «Український дім», член Оргкомітету конкурсу «Благодійна Україна», член Наглядової ради Асоціації благодійників України; у номінації «Благодійник року» переможців вітала ОКСАНА МУХА – співачка, волонтерка, переможниця "Голосу країни-9" та Гран Прі конкурсу ім.Квітки Цісик; у номінації «Благодійність неурядового сектору» переможців вітав БОГДАН МАСЛИЧ – виконавчий директор Ресурсного центру розвитку громадських організацій «Гурт», громадський діяч, експерт з розвитку громадянського суспільства, член Медіа ради конкурсу «Благодійна Україна»; номінації «Всеукраїнська благодійність» (34 заявки)  переможців вітав ІВАН МАЛКОВИЧ – поет, директор видавництва «А-БА-БА-ГА-ЛА-МА-ГА», член Наглядової ради конкурсу «Благодійна Україна»; у номінації «Платформа добра» переможців вітала ТЕТЯНА КОРОТКА – заступниця Бізнес-Омбудсмена України; у номінації «Благодійність в культурі та мистецтві» переможців вітала ЮЛІЯ ФЕДІВ – виконавча директорка Українського культурного фонду, член Наглядової ради та оргкомітету конкурсу «Благодійна Україна»; у номінації «Благодійність в освіті та науці» переможців вітав ВАСИЛЬ КРЕМЕНЬ – вчений, державний, політичний діяч, президент Національної академії педагогічних наук України; у номінації «Благодійність в соціальній сфері» переможців вітала ЛАРИСА БІЛОЗІР – народна депутатка України, благодійниця, неодноразова переможниця конкурсу «Благодійна Україна»; у номінації «Благодійна акція» переможців вітала МАРІЧКА БУРМАКА – співачка, громадська діячка, волонтерка, член Наглядової ради конкурсу «Благодійна Україна»; у номінації «Благодійність в екології та охороні довкілля» переможців вітав ВАСИЛЬ ПОЛУЙКО– Президент ГО «Західноукраїнський ресурсний центр», експерт екологічних програм; у номінації «Добро починається з тебе» переможців вітала КАТЕРИНА ЮЩЕНКО – голова Наглядової ради міжнародного благодійного фонду «Україна 3000», член Національної експертної ради конкурсу «Благодійна Україна»; у номінації «Благодійність в охороні здоров’я» переможців вітав колектив установи благодійного фонду «Центр медичних інновацій» (медичний центр NOVO (м. Львів), член Асоціації благодійників України; у номінації «Колективне волонтерство» переможців вітав САШКО ЛІРНИК – казкар-лірник, сценарист, актор, телеведучий, автор телепрограм; у номінації «Допомога з-за кордону» переможців вітала ІВАННА КЛИМПУШ-ЦИНЦАДЗЕ – народна депутатка України, Голова Комітету Верховної Ради з питань інтеграції України до Європейського Союзу, член Наглядової ради конкурсу «Благодійна Україна»; у номінації «Благодійність в захисті України» переможців вітав СЕРГІЙ ФОМЕНКО – співак, лідер музичного гурту «Мандри», волонтер та член Наглядової ради конкурсу «Благодійна Україна»; у номінації «Місцева благодійність» нагороди переможці  вітав ДМИТРО КОСТИРКО – керівник громадської організації «Творці добра», організатор регіональних конкурсів «Благодійна Вінниччина» та «Благодійна Київщина», член Оргкомітету конкурсу «Благодійна Україна»; у номінації «Регіональна благодійність» нагороди переможців вітала ІРИНА БОРЗОВА – народна депутатка України, голова підкомітету з питань державної молодіжної політики, член Наглядової ради та оргкомітету Конкурсу «Благодійна Україна»; у номінації «Волонтер року» переможців вітала ІРМА ВІТОВСЬКА-ВАНЦА – акторка, волонтерка, член Наглядової ради та оргкомітету Конкурсу «Благодійна Україна»; у номінації «Благодійність медіа» (7 заявок) переможців вітала ЛАРИСА МУДРАК – медіа експертка, журналістка, голова Медіа ради конкурсу «Благодійна Україна», Віце-Президент Асоціації благодійників України; у номінації «Медіа про благодійність» переможців вітала ЛАРИСА МУДРАК – медіа експертка, журналістка, голова Медіа ради конкурсу «Благодійна Україна», Віце-Президент Асоціації благодійників України; у номінації «Народний благодійник» переможців вітала МАРИНА АНТОНОВА – голова Правління міжнародного благодійного фонду «Україна 3000», співорганізатора конкурсу «Благодійна Україна» член Оргкомітету конкурсу, член Правління Асоціації благодійників України.

## Переможці конкурсу у 2019 році
Переможці отримали найвищу доброчинну нагороду України — «Янгола Добра», а лауреати — пам'ятні дипломи. Нагороди створені дизайн-студією Асоціації «Український бурштиновий світ». 24 номінації, 50 лауреатів та імена 24-х переможців були проголошені на онлайн церемонії нагородження 9 квітня 2020 року:
Переможці у номінаціях:
Благодійність великого бізнесу
- 1 місце –  Приватне акціонерне товариство «Миронівський хлібопродукт» (м. Київ)
- 2 місце – Приватне акціонерне товариство  "Новокраматорський машинобудівний завод" (Донецька обл.)
- 3 місце – Благодійний Фонд «Разом з Кернел»  (м. Київ)

Благодійність середнього та малого бізнесу
- 1 місце –  Кураж Базар (спільний проект із Монобанком) (м. Київ)
- 2 місце –  Фермерське господарство «Велес Віта» (с. Попелюхи, Вінницька обл.)
- 3 місце – Товариство з обмеженою відповідальністю «Вінницька птахофабрика», філія «Переробний комплекс» (м. Ладижин, Вінницька обл.)

Корпоративна благодійність
- 1 місце –  ТОВ «Ашан Україна Гіпермаркет» (м. Київ)
- 2 місце –  ТОВ інвестиційно-промислова компанія «Полтавазернопродукт» (м. Глобино, Полтавська обл.)
- 3 місце – ТОВ «Волочиськ-агро» агропромхолдинг «Астарта-Київ» (м. Волочиськ, Хмельницька обл.)

Меценат року
- 1 місце –  Розенблат Олена (м. Житомир)
- 2 місце –  Піркл Дмитро (м. Київ)
- 3 місце – Лапицький Анатолій (Херсонська обл.)

Благодійник року
- 1 місце –  Рожков Юрій  (м. Херсон)
- 2 місце –  Іванова Валентина (м. Київ)
- 3 місце – Сазонова Ірина (смт. Димер, Київська обл.)
- 3 місце – Залізний Петро (м. Бердичів, Житомирська обл.)

Благодійність неурядового сектору
- 1 місце –  Громадська організація «Запоріжжя. Платформа спільних дій» (м. Запоріжжя)
- 2 місце –  Громадська організація «Життя та розвиток громад» (смт. Тростянець, Вінницька обл.)
- 3 місце – Всеукраїнська громадська організація «Асоціація жінок України «ДІЯ» (м. Одеса)

Всеукраїнська благодійність
- 1 місце –  Всеукраїнський благодійний фонд «Допомагати просто!» (м. Дніпро)
- 2 місце –  Благодійний фонд «Таблеточки» (м. Київ)
- 3 місце – Всеукраїнський благодійний фонд  «Серце до серця» (м. Київ)

Платформа добра
- 1 місце –  Міжнародний благодійний фонд «Українська біржа благодійності» (м. Київ)
- 2 місце –  Благодійний проєкт «Марафон добра»  (м. Маріуполь, Донецька обл.)
- 3 місце – Громадська організація «Запоріжжя. Платформа спільних дій» (м. Запоріжжя)

Благодійність в культурі та мистецтві
- 1 місце –  Громадська організація  «Андріївсько-Пейзажна ініціатива» (м. Київ)
- 2 місце –  Благодійний фонд «МХП – Громаді» (м. Черкаси)
- 3 місце – Міжнародний фонд  Івана Франка (м. Київ)

Благодійність в освіті та науці
- 1 місце –  Благодійний фонд «Благомай» (м. Київ)
- 2 місце –  Благодійний Фонд «Обираємо майбутнє разом» (м. Київ)
- 3 місце –  Благодійний фонд «Клуб Добродіїв» (м. Київ)

Благодійність в соціальній сфері
- 1 місце –  Благодійна організація «Львівська освітня фундація» (м. Львів)
- 2 місце –  Благодійний фонд «Карітас Харків» (м. Харків)
- 3 місце –  Благодійна організація «Фонд «Асперн» (м. Київ)

Благодійна акція року
- 1 місце – Благодійний фонд «Таблеточки»  (Щорічна благодійна акція мережі кінотеатрів Multiplex  «Далі Буде») (м. Київ)
- 2 місце – Міжнародний благодійний фонд «Let’sHelp»  (Всеукраїнський флешмоб #letshelpbabusya)  (м. Київ)
- 3 місце – Благодійний фонд «МАМА + Я» (Благодійний фестиваль «МАМА + Я»)  (м. Дніпро)

Благодійність в екології та охороні довкілля
- 1 місце – Благодійна організація «Я – Волноваха» (м. Волноваха, Донецька обл.)
- 2 місце – Громадська організація «Волонтерський Рух «Батальйон Сітка» (м. Київ)
- 3 місце – Патлач Олександра  (м. Київ)

«Добро починається з тебе»
- 1 місце – Молодіжний банк ініціатив (м. Вінниця)
- 2 місце – Громадська організація «Апостольська Чота»(м. Городок, Львівська обл.)
- 3 місце – Запорізька обласна молодіжна організація глухих «Наше щасливе життя» (м. Запоріжжя)

Благодійність в охороні здоров’я
- 1 місце – Благодійний Фонд Шпиталь імені Митрополита Андрея Шептицького (м. Львів)
- 2 місце – Благодійний проект «Підтримка лікарень України»  (Вашингтон, США)
- 3 місце – Міжнародний благодійний фонд «Місія в Україну» (м. Житомир)

Колективне волонтерство
- 1 місце – Волонтерська мережа «VolunteerCommunityUkraine» (м. Запоріжжя)
- 2 місце – Волонтерський проект «PoltavaVolunteer» (м. Полтава)
- 3 місце – Волонтерський лідерський рух (ГО «Розвиток») (м. Хмельницький)

Допомога з-за кордону та дві спецвідзнаки у цій номінації
- 1 місце –  Ukraine-Hilfe-Vorpommerne.V.  (Німеччина)
- 2 місце – Елізабет-Йоханна-Франциска-Марія Клюйстерс-Альберс (Нідерланди)
- 3 місце – Ініціатива Героям Майдану (Польща)

Спецвідзнаки:
- Доктор МіклошІнанчі  (Dr. InáncsyMiklós) (Угорщина)
- Мевлюта Чавушоглу (Туреччина)

Благодійність в захисті України
- 1 місце – Всеукраїнська волонтерська платформа «People’s Project» (м. Миколаїв)
- 2 місце – Бердичівський Благодійний Фонд «Оберіг-26» (м. Бердичів, Житомирська обл.)
- 3 місце – Кіцманський волонтерський центр допомоги Українській Армії  (м. Кіцмань, Чернівецька обл.)

Місцева благодійність
- 1 місце – Благодійний фонд «Сучасне село та місто» (м. Умань, Черкаська обл.)
- 2 місце – Тростянецький районний благодійний фонд «Доброта» (м. Тростянець, Сумська обл.)
- 3 місце – Громадська організація «НЕО Лідери» (м. Великий Бичків, Закарпатська обл.)

Регіональна благодійність
- 1 місце – Благодійний фонд «Карітас Краматорськ» (м. Краматорськ, Донецька обл.)
- 2 місце – Благодійна фундація «ХеседШаарейЦіон» (м. Одеса)
- 3 місце – Благодійний фонд «Щаслива дитина» (м. Запоріжжя)

Волонтер року
- 1 місце – Гонський Володимир (м. Київ)
- 2 місце – Самойленко Тетяна (м. Фастів, Київська обл.)
- 3 місце – Вдовцов Юрій (м. Запоріжжя)
- 3 місце – Колесник Ірина (с. Козятин, Вінницька обл.)

Благодійність медіа
- 1 місце –  Яренчук Ольга (м. Ковель, Волинська обл.) [39]
- 2 місце –  Всеукраїнський благодійний фонд «Журналістська ініціатива» (м. Київ)
- 3 місце –  Благодійна вільна газета «Вечірній Коростень (м. Коростень, Житомирська обл.)

Медіа про благодійність
- 1 місце –  bit.ua (м. Київ)
- 2 місце –  Громадська організація «Український Незалежний Інформаційний Альянс» (м. Заставна, Чернівецька обл.)
- 3 місце –  Редакція Кіцманського районного радіомовлення  (м. Кіцмань, Чернівецька обл.)

Народний благодійник
- 1 місце –  Янченко Григорій (м. Херсон)
- 2 місце –  НабокаТетяна (м.Миколаїв)
- 3 місце –  Герилів Степан та благодійна скриня «ДоброДій» (м. Бердянськ, Запорізька обл.)

### Новизна Національного конкурсу «Благодійна Україна-2019»[42]
До Асоціації благодійників України неодноразово зверталися різні організації та благодійники з проханням ввести у перелік номінацій на Національний конкурс «Благодійна Україна» номінацію, яка б відповідала за охорону довкілля. Тому Оргкомітетом конкурсу, спільно з Наглядовою радою конкурсу було вирішено ввести з 2019 року до списку колективних номінацій – номінацію «Благодійність в сфері екології та охорони довкілля».
Благодійність в сфері екології та охорони довкілля – у номінації розглядаються заявки щодо діяльності благодійників, волонтерів, благодійних, неурядових та волонтерських організацій у сфері охорони довкілля та екології. Вручення нагород організаціям та фізичним-особам, які переймаються екологією не нове для конкурсу. На Національному конкурсі «Благодійна Україна – 2015» у номінації «Благодійник - неурядова організація» перемогла акція «Зробимо Україну чистою!» громадської організації «Лет’сдуіт, Юкрейн!». Акція проходила протягом 2015 року у всіх областях України, під час акції було прибрано 2 832 локації та зібрано 1 790 тонн сміття. На Національному конкурсі «Благодійна Україна – 2018» спеціальну відзнаку конкурсу отримав Дмитро Олійник, який, разом з волонтерами, допомагав висаджувати дерева після видобування бурштину.

### Керівні органи
Згідно з Положенням про Національний конкурс «Благодійна Україна», Асоціація благодійників України, як засновник конкурсу, щорічно формує керівні органи конкурсу. Керівними органами є: Організаційний комітет, Наглядова рада, Національна експертна рада, Медіа-рада та Ділова рада Національного конкурсу «Благодійна Україна — 2019». Засновник конкурсу — Асоціація благодійників України, співзасновники — МБФ «Україна 3000».
1. Організаційний комітет є постійно діючим робочим органом конкурсу, який забезпечує його проведення, пов'язаних з ним заходів та діяльність керівних органів конкурсу. До складу організаційного комітету конкурсу увійшли:
  - Олександр Максимчук  – президент Асоціації благодійників України. Голова організаційного комітету;
  - Антонова Марина  – голова Правління Міжнародного благодійного фонду «Україна 3000»;
  - Олійник Олександр  – віце-президент Асоціації благодійників України;
  - Демчак Володимир  – президент  «Української торгово-промислова конфедерації»;
  - Мудрак Лариса  – віце-президент Асоціації благодійників України, журналіст, медіа-експерт і волонтер;
  - Вієру Ольга  – директорка  Національного центру «Український дім».
2. Наглядова рада — презентує конкурс, приймає стратегічні рішення з проведення конкурсу, здійснює консультування та нагляд за роботою Організаційного комітету і Національної експертної ради. До складу Наглядової ради конкурсу увійшли:
  - Рудницька Анжеліка  – співачка, мисткиня, журналіст, волонтер, громадський діяч. Голова Наглядової ради;
  - Фоменко Сергій  – співак, лідер музичного гурту «Мандри»;
  - Малкович Іван  – поет, директор видавництва «А-БА-БА-ГА-ЛА-МА-ГА»;
  - Ірма Вітовська-Ванца   – акторка, волонтер;
  - Вікторія Воронович  – волонтер, громадський активіст, засновниця ГО «Міжнародний альянс братської допомоги»;
  - Тополя Тарас  – співак, фронтмен гурту «Антитіла»;
  - Марія Бурмака  – співачка, громадський діяч;
  - Білозір Оксана  – народна артистка України, депутат Верховної Ради України, волонтер.
  - Климпуш-Цинцадзе Іванна  - народна депутатка України Верховної Ради IX скликання, Голова Комітету Верховної Ради з питань інтеграції України до Європейського Союзу;
  - Федів Юлія  - виконавча директорка, член Дирекції Українського культурного фонду
3. Національна експертна рада — визначає переможців та лауреатів на загальнодержавному та регіональному рівнях конкурсу. До складу Національної експертної ради цьогоріч увійшли:
  - Криса Марина  – президент Благодійного фонду «Приятелі дітей». Голова Національної експертної ради;
  - Олійник Олександр – віце-президент Асоціації благодійників України. Секретар Національної експертної ради;
  - Ющенко Катерина  – голова Наглядової ради Міжнародного благодійного фонду «Україна 3000»;
  - Мудрак Лариса  – віце-президент Асоціації благодійників України, журналіст, медіа-експерт і волонтер;
  - Демчак Володимир  – президент  «Української торгово-промислова конфедерації»;
  - Федів Юлія  – виконавча директорка, член Дирекції  Українського культурного фонду.
4. Медіа-рада — сприяє популяризації теми благодійності в Україні в засобах масової інформації. Медіа-рада є експертною групою з оцінювання номінації «Благодійність у медіа». Склад медіа-ради конкурсу:
  - Мудрак Лариса - віце-президент Асоціації благодійників України, журналіст, медіа-експерт і волонтер. Голова медіа-ради;
  - Олег Наливайко  – журналіст, голова Державного комітету телебачення і радіомовлення України;
  - Ляховецька Тетяна  – телевізійний продюсер, волонтер;
  - Андрій Куликов  – журналіст, редактор, радіоведучий, телеведучий, медіа-експерт, голова правління ГО "Громадське радіо";
  - Маслич Богдан  – засновник Ресурсного центру розвитку громадських організацій «Гурт»;
  - Кузнєцова Інна — головний редактор Київського бюро Української служби «Радіо Свобода»;
  - Шмигальова Юлія  – виконавча директорка Українського кризового медіа- центру;
  - Бабій Галина - музикознавець, журналістка, авторка, сценаристка і продюсерка радіопрограм. Ведуча програм на Першому каналі Українського радіо та на "Радіо Промінь".
5. Ділова рада — популяризує конкурс та благодійність у діловому середовищі. Також Ділова рада є експертною групою з оцінювання таких номінацій: «Благодійність великого бізнесу»; «Благодійність середнього бізнесу»; «Благодійність у малого бізнесу»; «Корпоративна благодійність»; «Меценат року». Склад Ділової ради конкурсу:
  - Демчак Володимир — президент «Української торгово-промислова конфедерації». Голова Ділової ради;
  - Кузнєцова Анжела — ректор ДВНЗ «Університет банківської справи»;
  - Іонов Андрій — директор громадської організації «Вектор».

## Партнери
- Ресурсний центр «ГУРТ»
- Територія А
- Український кризовий медіа-центр